# 莫科萊采城堡

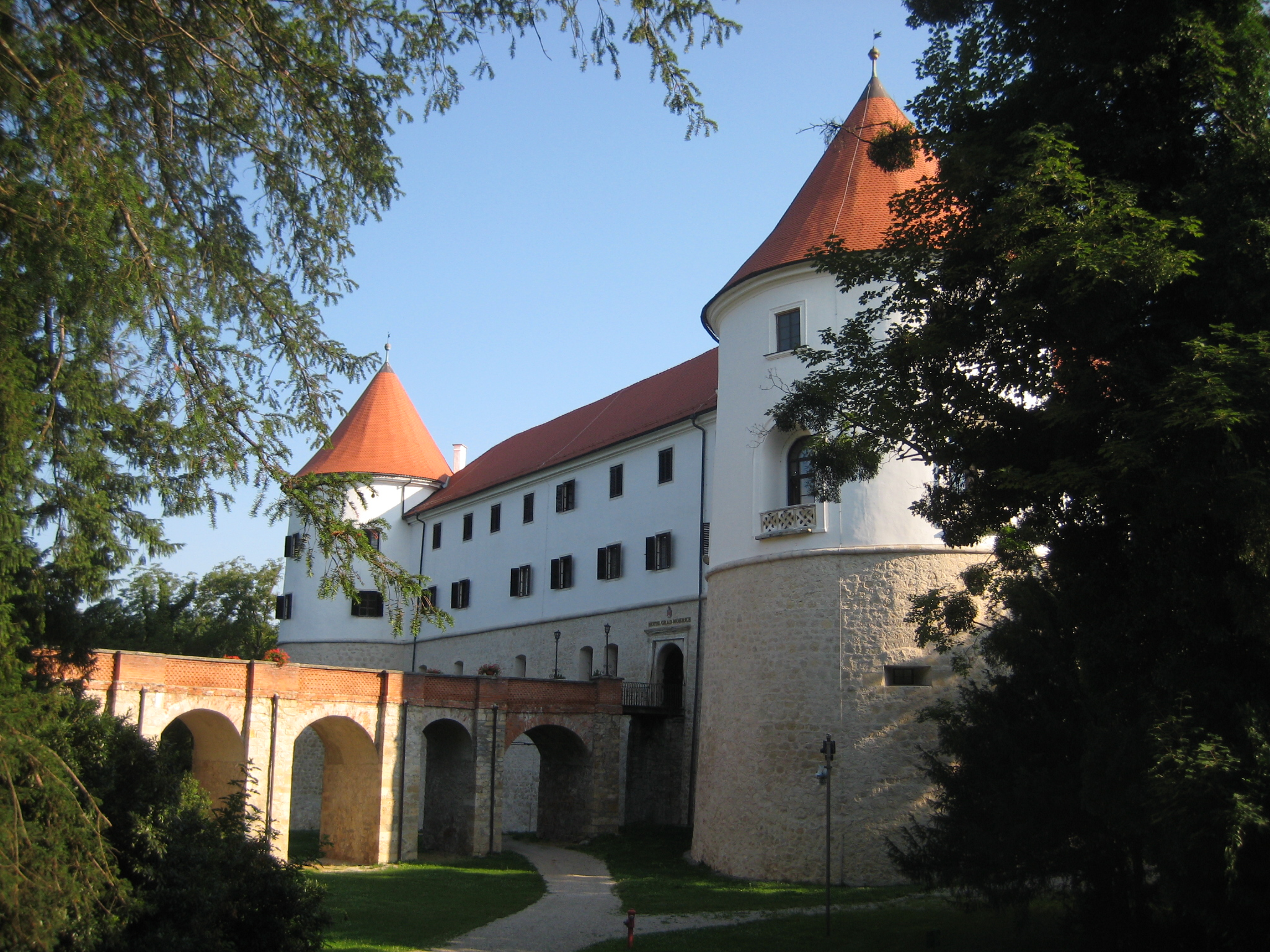
莫科萊采城堡

莫科萊采城堡是位於斯洛維尼亞城市布雷日采的一座中世紀城堡。

## 历史
這座城堡首次被提及是在1444年。城堡曾在16世紀和1941年兩次重建。二戰之後該城堡被用作賓館。1988年，英國樂隊寵物店男孩曾在此拍攝MV。

## 外部連結
- Official site
- 维基共享资源上的相關多媒體資源：莫科萊采城堡